# Carnello
Carnello è un centro urbano del Lazio meridionale, che si sviluppa al confine dei comuni di Sora, Isola del Liri e Arpino, in provincia di Frosinone.
Carnello è situato lungo le rive del Fibreno, fiume dal passato glorioso e molto caro all'illustre oratore Marco Tullio Cicerone, nato presso le sue rive e cresciuto all'ombra dei suoi pioppi.

## Storia
Dalle testimonianze dell'oratore stesso, del Cardinale Cesare Baronio e di altri recenti studiosi, si può ritenere che a Carnello sorgeva la villa e l'Amaltheum che Cicerone si era fatto costruire servendosi della decorazione della villa del suo amico Pomponio Attico, costruita in Bitinia presso il fiume Thyanis. Il Clavelli, infatti nel 1623 ancora poteva ammirarne i resti.
Il nome Carnello, secondo il Baronio, fu dato prima al Fibreno, poi al piccolo paese che si formò lungo le sue rive.
Nel De Martirologio Romano, leggiamo testualmente: "Si ritiene che dal martirio dei Santi Martiri lo stesso Fibreno oggi è denominato Carnello, quasi ad indicare il luogo di strage".
Anche negli "Atti di san Placido martire", scritti da Gordiano, troviamo lo stesso fiume chiamato Carnello. I martiri su citati furono la vergine romana Restituta e il sorano Cirillo, i quali il 27 maggio 275, sotto l'impero di Aureliano, furono decapitati lungo le sponde del Fibreno. Sul luogo dell'efferato fatto di sangue fu costruita, in onore della martire, una chiesetta. Quando l'industriale napoletano Lorenzo Zino aprì il suo lanificio a Carnello, la chiesetta di Santa Restituta era in cattivo stato "per la sua vetustità".
Il Signor Zino la riedificò "per comodo dei suoi lavoranti e della vicina popolazione della campagna, ingrandendola ed elevandone il suolo onde preservarla dalle piene del Fibreno". Verso la fine dell'ottocento la chiesa fu restaurata. La forma odierna deriva dagli ultimi lavori eseguiti dopo le distruzioni del 1943-44.

## Industrializzazione
Centro industriale importante dovette essere Carnello fin dal tempo di Cicerone: tuttora infatti è visibile una torre fullonica detta "torre di Cicerone" dove i Tulli possedevano oltre alla villa, dei poderi e una "gualchiera". Ricordiamo in proposito con quali parole ingiuriose Fufio Caleno si rivolse a Cicerone chiamandolo "figlio di gualchieraio".
L'Industria dei panni lana, i mulini e recentemente quelle della carta e delle paste alimentari, sorsero e si svilupparono lungo il Fibreno, perché esso ha avuto sempre la provvida caratteristica di raccogliere tutte le acque dei Preappennini e di avere il suo periodo di morbida proprio durante l'estate, quando invece il Liri riduce la sua portata a pochi metri al secondo.

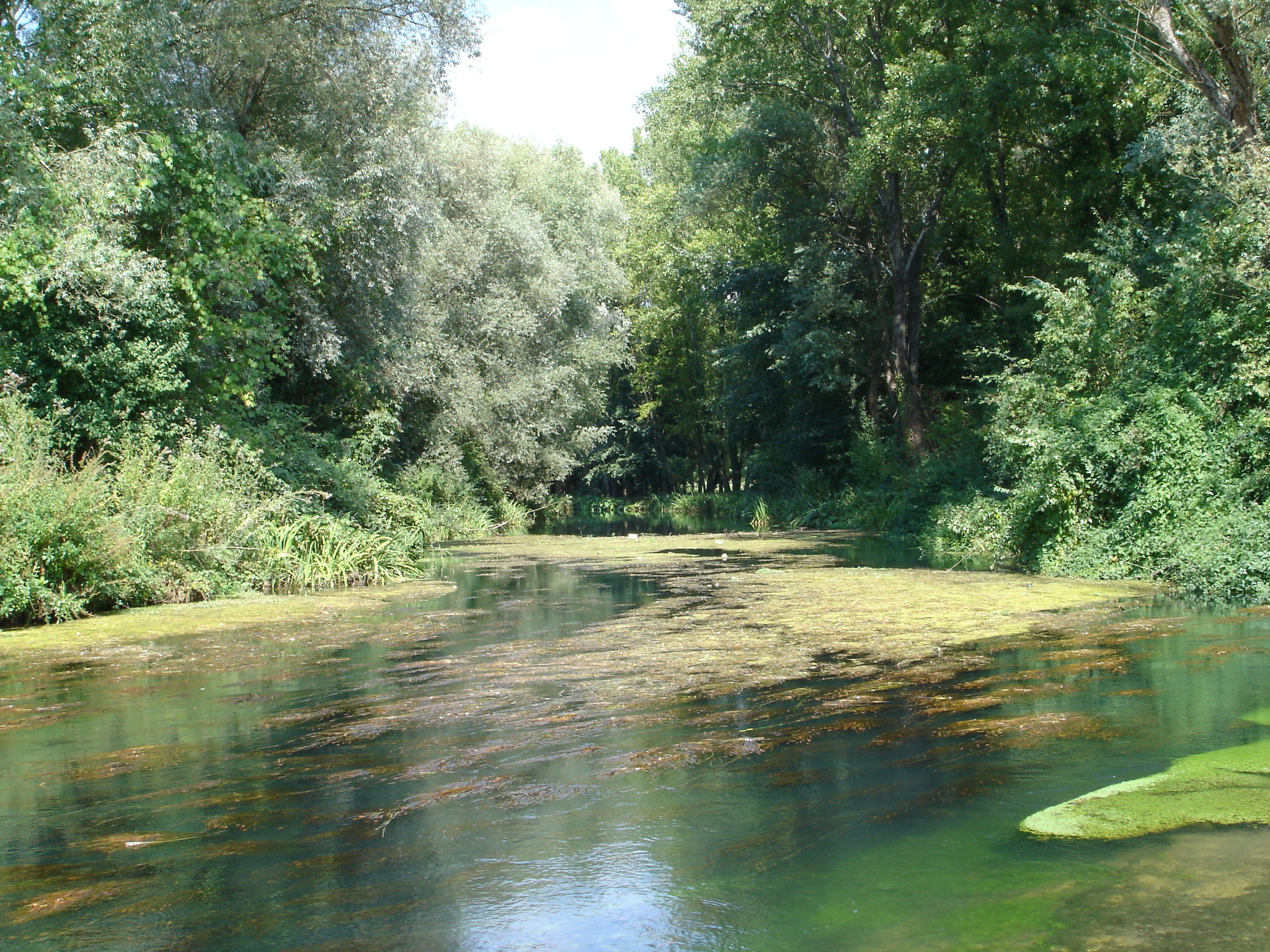
Il fiume Fibreno nei pressi di Carnello

Nel XIX secolo, infatti, il trionfo delle armi francesi portò con sé pace, lavoro e benessere. Vennero dalla Francia molti avventurieri, ma anche geniali operatori economici.
Carlo Lefebvre, oculato finanziere e fortunato industriale, acquistò una fabbrichetta di carta dal suo connazionale Berengèr e poi alcuni opifici a Carnello, chiusi per dissesti finanziari. Trasformò tutta una plaga allora pressoché deserta in sonanti officine cartarie, dotate dei più moderni macchinari: la famosa macchina continua. Tale macchina continua entrò in funzione nel 1828.
L'industriale napoletano, Lorenzo Zino, comprò nel 1824 l'isola di Carnello nel territorio di Sora e nel 1826 un fondo al di là del fiume in territorio di Isola del Liri. Dove prima erano 12 gualchiere mosse da 9 canali derivati dal Fibreno sorse un imponente lanificio. Nel 1832 lo stesso Zino, con Lefebvre e il Comune di Sora, provvide a rendere praticabile da carri e carrozze la strada Carnello-Sora.
Dopo i grandi complessi industriali, Zino e Lefebvre, fu edificata nei primi anni del XX secolo la Cartiera di Gabriele De Caria che onorò con la sua presenza questo paese, offrendo centinaia di posti di lavoro ai suoi abitanti.
Constatiamo quindi che Carnello è legato al Fibreno, fiume dal passato millenario e che sotto vari aspetti ha contribuito al suo sviluppo.

## Società

### Religione
La popolazione professa per la maggior parte la religione cattolica nell'ambito della Diocesi di Sora-Cassino-Aquino-Pontecorvo

### Manifestazioni
- "Premio FIBRENUS - Carnello cArte ad Arte" - progetto e organizzazione Officina della Cultura e Comune di Sora.
- "Festa della mamma" un bouquet di facezie, voci e suoni - 2ª domenica di Maggio - progetto e organizzazione Officina della Cultura.
- "Festa del co-patrono S.Antonio" prima domenica di luglio.
- "Aria di Natale" mercatino natalizio prima domenica di dicembre - progetto e organizzazione Officina della Cultura.
- "Carnello Progetto Arte" promozione ed arricchimento del territorio con opere d'arte posizionate su facciate di abitazioni e fruibili da tutti per un ideale percorso turistico/culturale - progetto e organizzazione Officina della Cultura.